# Dendropemon polycarpus
Dendropemon polycarpus är en tvåhjärtbladig växtart som beskrevs av Kuijt. Dendropemon polycarpus ingår i släktet Dendropemon och familjen Loranthaceae. Inga underarter finns listade i Catalogue of Life.